# William Henry Pope
William Henry Pope (né le 29 mai 1825 à Bedeque, I.-P.-E., décédé le 7 octobre 1879) était un avocat, homme politique et juge canadien. Éditeur du principal journal tory de l'Île-du-Prince-Édouard, The Islander, de 1859 à 1872, il se lance en politique en 1863. Un partisan enthousiaste de la confédération canadienne, il quitte le cabinet prince-édouardien en 1866 mais continue de prôner l'union des colonies. Après que ceci se soit accomplit en 1873 sous la direction de son frère James Colledge Pope, il est nommé juge d'un tribunal du comté de Prince, sur la colonie de l'Île-du-Prince-Édouard.